# Fronte dei Principalisti Trasformazionalisti
Il Fronte dei Principalisti Trasformazionalisti (in iraniano: جبهه اصول‌گرایان تحول‌خواه; in inglese: Front of Transformationalist Principlists) è un gruppo politico iraniano, composto dalla Società dei Devoti della Rivoluzione Islamica e dalla Società dei Seguaci della Rivoluzione Islamica. Fa parte del Fronte Unito dei Principalisti. 
Al consiglio comunale di Mashhad detengono 4 seggi su 25.